# Southcross
Southcross — газопровідна система на південному сході штату Техас.
В 2014 році загальна довжина системи досягла 2008 миль, а пропускна здатність — 9,2 млрд м3 на рік. Трубопроводи Southcross простягнулись від Ларедо на кордоні з Мексикою, де у Південно-Техаському басейні розробляється сланцева формація Eagle Ford, до району Х'юстона. Протранспортований газ постачається, зокрема, на два газопереробні заводи Lone Star та Woodsboro загальною потужністю понад 5 млрд м3 на рік та на завод з фракціонування зріджених вуглеводневих газів Bonnie View, здатний виділяти 22 тисячі барелів ЗВГ на добу.
Підготований газ може постачатись до хабу Agua Dulce, з якого беруть ресурс такі потужні системи північного спрямування, як Natural Gas Pipeline Company of America, Transco, Tennessee Gas Pipeline, Texas Eastern Transmission, а також кілька інтерконекторів з мексиканською газотранспортною системою.
Планується, що Southcross буде одним із постачальників сировини для експортного заводу із зрідження природного газу в Корпус-Крісті (через Corpus Christi Pipeline).